# Jacob Fosie
Jacob Fosie (1679 – 1. december 1763), var en dansk tegner, akvarelmaler og raderer, far til Johanne Marie Fosie.
Fosie var elev af Hinrich Krock, født i København, af engelsk æt. Han forfærdigede vakre landskabsbilleder i vandfarve, mest efter hollandske mestre, brugte flittig radernålen, var tegnemester for søkadetterne og uddannede flere af disse sine elever: Norden, Willars og Grønvold til flinke kunstnere. Han holdt uden betaling tegneskole for ubemidlede.
Fosie var en velhavende mand; han syslede flittig med mekanik og sprogvidenskab, var i en række år organist ved Holmens Kirke og som sådan uden tvivl en habil musiker, skønt der ganske vist meldes, at han ikke øvede musikken uden om søndagen, og at der i hans eget hus aldrig rørtes noget instrument.
Fosie var medlem af det ældste danske kunstnersocietet eller -akademi (1701) og af kunstakademiet i Florents, men havde i øvrigt næppe nogen sinde været uden for Danmarks grænser. Desuagtet var han hjemme i alle de store kultursprog og i latinen, besad et stort og godt bibliotek og var højt anset for sin mangesidige dannelse.
Han har udgivet Tegnet Abc i 24 kobbere, Læreklude, København 1741—43, en samling af hans disciples arbejder, København 1747 og en samling landskaber, København 1746.